# El secreto de la Pedriza
El secreto de la Pedriza és una pel·lícula muda en blanc i negre, estrenada el 1926 i dirigida per Francesc Aguiló Torrandell a partir de l'argument d'una novel·la d'Adolf Vázquez Humasqué. Fou produïda per Balear Film i tingué com a actors principals Rosita Barberán, Ketty Murci, Francesc Aguiló, Manuel Cortès, Ignaci Letos i Antoni Llompart. Va ser rodada a Mallorca.
La pel·lícula se situa en gran part en el municipi de Deià, i pren el nom de la possessió de la Pedrissa, que conté torre de defensa molt emblemàtica. Té com a protagonista Toni de Son Moragues, que es veu implicat en una trama de contrabandistes i passió amorosa amb final dissortat.